# Oscar Kraal
Oscar Kraal (* 24. September 1970; † 1. April 2021) war ein niederländischer Fusion- und Rockmusiker (Schlagzeug).

## Leben und Wirken
Kraal gewann als Zehnjähriger mit seinem Drum Corps „Art & Friendship“ die niederländische Meisterschaft in der 1. Percussion Division. In den nächsten Jahren spielte er Rockmusik, nachdem er einen Kurs bei Dave Weckl besuchte, Fusion. 
Zunächst spielte Kraal mit Peter Kennedy, Roland Dirkse und Sven Figee in der kollaborativen Band Prat’s the Whoblem? Mit Topaz nahm er 1995 das Album The Door auf. Dann holte ihn Rosa King in ihre Band, mit der er durch Europa und den Nahen Osten tourte. Ab 1998 wirkte er als Schlagzeuger in der Band Funky Stuff von Candy Dulfer und nahm an der Welttournee ihrer Band teil (Video: Live in Amsterdam). Dann begleitete er zwei Jahre lang Frank Boeijen. 2003 spielte er das ganze Jahr mit Postmen (Era).
Kraal gehörte dann zu der kollaborativen Band Seven, mit der 2006 ein gleichnamiges Album veröffentlichte. Weiterhin arbeitete er mit Musikern wie Keith Caputo, Anouk, den Dutch Eagles, Niels Geusebroek und Milow.
Kraal, der seit 2003 in der Popabteilung des Conservatorium van Amsterdam als Hauptfachdozent lehrte, erkrankte an Bauchspeicheldrüsenkrebs, was er Ende 2020 offiziell bekannt gab; er starb fünfzigjährig.